# Phyllonorycter nipponicella
Phyllonorycter nipponicella là một loài bướm đêm thuộc họ Gracillariidae. Nó được tìm thấy ở Nhật Bản (Honshū), Hàn Quốc và vùng Viễn Đông Nga.
Sải cánh dài 7-8.5 mm.
Ấu trùng ăn Quercus acutissima và Quercus variabilis. Chúng ăn lá nơi chúng làm tổ.